# Bihevioralna geografija
Bihevioralna geografija je pristup u antropogeografiji koji proučava ljudsko ponašanje upotrebom rastavljenog pristupa. Bihevioralni geografi se usredotočuju na kognitivne procese koji čine podlogu za prostorno zaključivanje, stvaranje odluka i ponašanje.
Zbog imena često se netočno misli da bihevioralna geografija ima korijene u biheviorizmu. Budući da je naglasak na spoznaji, jasno je da to nije predmet.
Kognitivni procesi uključuju percepciju i spoznaju okoline, traženje putova, stvaranje kognitivnih mapa, mjesno pričvršćivanje, razvoj stavova o prostoru i mjestu, odluke i ponašanje temeljeni na nesavršenom znanju nečijih okruženja te brojne druge teme.
Pristup prihvaćen u bihevioralnoj geografiji blisko je povezan s onim u psihologiji ali se primiče istraživačkim pronalascima iz mnoštva drugih disciplina uključujući ekonomiju, sociologiju, antropologiju, planiranje prijevoza i mnoge druge.